# L'Houmeau
L'Houmeau is een gemeente in het Franse departement Charente-Maritime (regio Nouvelle-Aquitaine). De plaats maakt deel uit van het arrondissement La Rochelle. L'Houmeau telde op 1 januari 2022 2.953 inwoners.

## Geografie
De oppervlakte van L'Houmeau bedroeg op 1 januari 2022 4,22 vierkante kilometer; de bevolkingsdichtheid was toen 699,8 inwoners per km².
De onderstaande kaart toont de ligging van L'Houmeau met de belangrijkste infrastructuur en aangrenzende gemeenten.

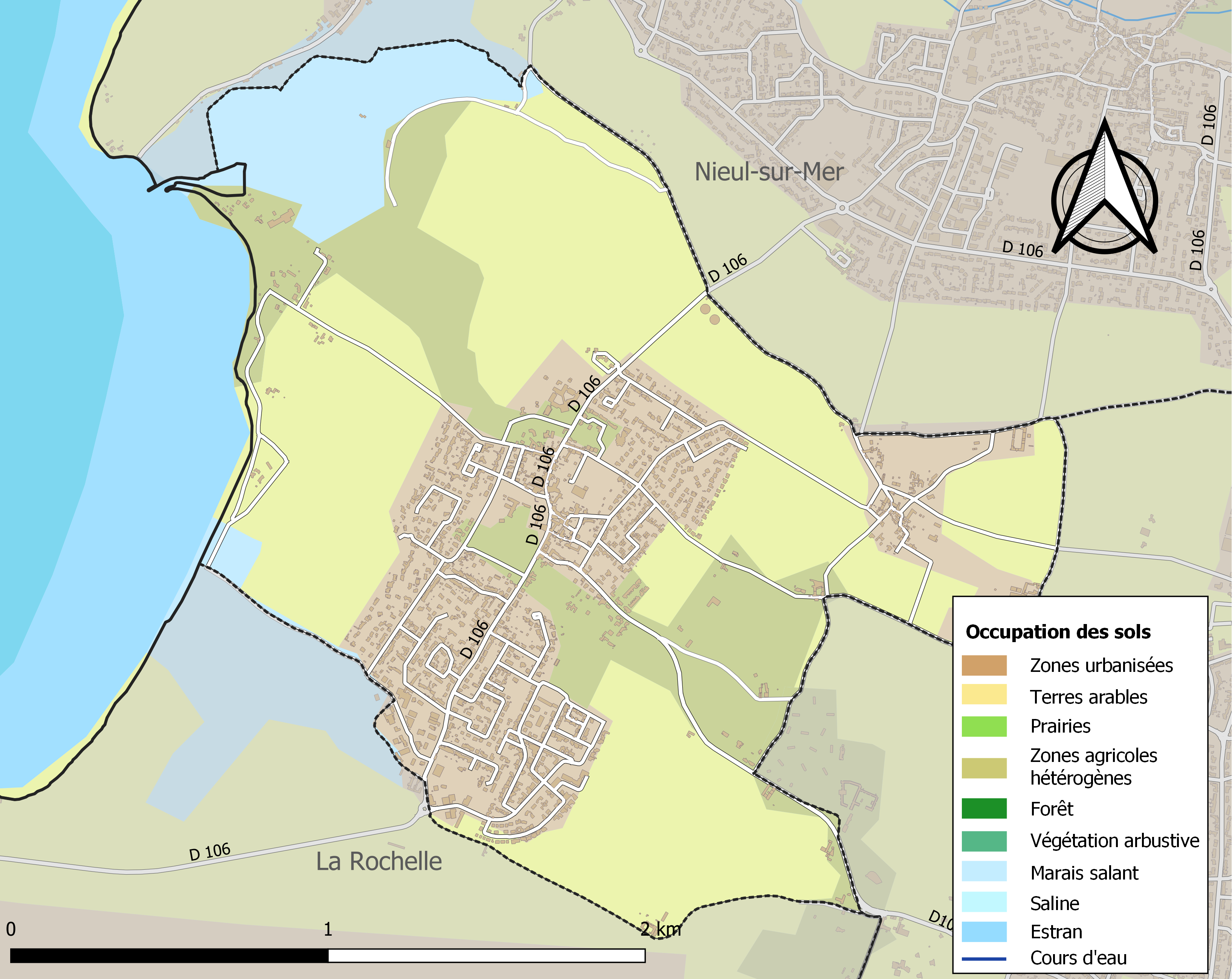

## Demografie
Onderstaande figuur toont het verloop van het inwonertal (bron: INSEE-tellingen).